# First Circle
| Recensione | Giudizio |
| ---------- | -------- |
| AllMusic   |          |

First Circle è un album del Pat Metheny Group pubblicato nel 1984.
L'album vinse un Grammy Award (1984) come miglior performace vocale e strumentale di jazz fusion

## Tracce

### LP
Lato A
1. Forward March – 2:47 (Pat Metheny)
2. Yolanda, You Learn – 4:43 (Pat Metheny, Lyle Mays)
3. The First Circle – 9:10 (Pat Metheny, Lyle Mays)
4. If I Could – 6:54 (Pat Metheny)

Lato B
1. Tell It All – 7:55 (Pat Metheny, Lyle Mays)
2. End of the Game – 7:57 (Pat Metheny, Lyle Mays)
3. Más Allá (Beyond) – 5:37 (Pedro Aznar, Pat Metheny)
4. Praise – 4:19 (Pat Metheny, Lyle Mays)

## Musicisti
Forward March
- Pat Metheny - chitarra synclavier
- Lyle Mays - tromba
- Steve Rodby - grancassa
- Pedro Aznar - glockenspiel
- Paul Wertico - rullante, piatti

Yolanda, You Learn
- Pat Metheny - sitar, chitarra slide
- Lyle Mays - piano, sintetizzatori
- Steve Rodby - basso elettrico
- Pedro Aznar - voce, campane
- Paul Wertico - batteria

The First Circle
- Pat Metheny - chitarra acustica (corde acciaio)
- Lyle Mays - piano, sintetizzatori
- Steve Rodby - basso acustico
- Pedro Aznar - chitarra acustica (corde nylon), voce, campane, percussioni
- Paul Wertico - batteria

If I Could
- Pat Metheny - chitarra acustica
- Lyle Mays - sintetizzatore Oberheim
- Steve Rodby - basso acustico
- Paul Wertico - batteria

Tell It All
- Pat Metheny - chitarra
- Lyle Mays - piano, campane agogô
- Steve Rodby - basso acustico
- Pedro Aznar - voce, percussioni
- Paul Wertico - batteria

End of the Game
- Pat Metheny - chitarra sintetizzatore
- Lyle Mays - piano, sintetizzatori
- Steve Rodby - basso elettrico, basso acustico
- Pedro Aznar - campane, whistle, percussioni, voce
- Paul Wertico - batteria

Más Allá (Beyond)
- Pat Metheny - chitarra
- Lyle Mays - piano, sintetizzatori
- Steve Rodby - basso acustico
- Pedro Aznar - voce, percussioni, chitarra
- Paul Wertico - batteria

Praise
- Pat Metheny - chitarra acustica a 12 corde, chitarra synclavier (solo nella parte finale del brano)
- Lyle Mays - piano, organo, sintetizzatori
- Steve Rodby - basso elettrico
- Pedro Aznar - chitarra acustica a 12 corde, voce
- Paul Wertico - batteria

Note aggiuntive
- Pat Metheny - produttore
- Vance Anderson, Tom Sheehan, Jerry Radas, David Oakes e Niki Gatos - assistenti alla produzione
- Registrazioni effettuate il 15-19 febbraio 1984 al Power Station di New York
- Jan Erik Kongshaug - ingegnere delle registrazioni
- Rob Eaton - assistente ingegnere delle registrazioni
- Barbara Wojirsch - design copertina album
- William Clift - fotografia Rainbow, Waldo, New Mexico, 1978[3]

## Classifica
Album
| Anno | Classifica    | Posizione raggiunta |
| ---- | ------------- | ------------------- |
| 1984 | Billboard 200 | 91                  |